# Шантарам (телесеріал)
«Шантарам» (англ. Shantaram) — художній американський драматичний телесеріал-трилер, створений Еріком Уорреном Сінгером та Стівом Лайтфутом за мотивами однойменного роману Грегорі Девіда Робертса, в основу якого лягла історія з життя самого Робертса про грабіжника банків з Австралії, який тікає з країни до Індії. Серіал складається з дванадцяти епізодів, режисерами яких є Бхарат Наллурі, Ієн Б. Макдональд та Бронвен Г'юз. Стів Лайтфут став шоуранером після того, як Ерік Воррен Сінгер покинув проєкт. Серіал вироблено компаніями Fair Honest Positive Creative, The 4 Keys, Bohemian Risk Productions, Square Head Productions, Anonymous Content і Paramount Television Studios, а дистриб'ютором виступає Apple Inc. для свого потокового сервісу «Apple TV+».
Прем'єра серіалу відбулася з 14 жовтня по 16 грудня 2022 року. В грудні 2022 року телесеріал було закрито після першого сезону.

## Сюжет
Літературною основою сценарію став роман «Шантарам» австралійського письменника Ґрегорі Девіда Робертса, який був виданий 2003 року та став міжнародним бестселером. Головний герой — колишній письменник і грабіжник, який втікає з австралійської в'язниці та оселяється в Індії, де переживає безліч пригод.

## В ролях
| Актор             | Роль                    | Нотатки |
| ----------------- | ----------------------- | --- |
| Чарлі Ганнем      | Лін Форд                | австралійський колишній парамедик, який був заарештований і згодом ув'язнений за серію збройних пограбувань, поки врешті-решт не втік з в'язниці Пентрідж |
| Фейсал Баззі      | Абдулла Тахері          | іранський підлеглий, який працює на кримінального авторитета Хадера Хана                                                                                  |
| Суджайя Дасгупта  | Кавіта                  | молода журналістка, яка шукає нову історію |
| Антонія Десплат   | Карла Сааранен          | таємнича швейцарка і кохана Лін, яка пов'язана з кримінальним світом Бомбея                                                                               |
| Ельхам Ехсас      | Себастьян Модена        | іспанський сутенер та коханець Лізи |
| Девід Філд        | Воллі Найтінгейл        | детектив поліції штату Вікторія, який розслідував злочини Ліна і сподівається розшукати його після втечі з в'язниці                                       |
| Метью Джозеф      | Раві                    | хлопчик, який живе в нетрях Сагар Вада і залишився сиротою після смерті своєї матері Лакшмі                                                               |
| Рейчел Камат      | Парваті                 | молода жінка, яка торгує чаєм у фавелі Сагар Вада, в якій Прабгу романтично зацікавлений                                                                  |
| Алий Хан          | Касім Алі               | шановний старійшина нетрів Сагар Вада |
| Мел Одедра        | Валід Шах               | кримінальний авторитет у Бомбеї, суперник Хадера Хана |
| Електра Кілбі     | Ліза Картер             | американська подруга Карли, повія, страждає від наркозалежності                                                                                           |
| Шів Палекар       | Вікрам                  | боллівудський каскадер, одержимий спагеті-вестернами |
| Люк Паскуаліно    | Мауріціо Белькане       | італійський друг Модени й наркоторговця, який недолюблює Ліна                                                                                             |
| Венсан Перес      | Дідьє Леві              | французький друг Карли, який виступає посередником для різних злочинців                                                                                   |
| Шубхам Сараф      | Прабакер «Прабху» Харре | доброзичливий гід, який живе в нетрях Сагар Вада і стає першою людиною, яка зустрічає Ліна після прибуття до Бомбея                                       |
| Габріель Шарніцкі | мадам Жу                | власниця борделю «Палац», який обслуговує заможних клієнтів                                                                                               |
| Александр Сіддіг  | Абдель Хадер Хан        | один з найбільших кримінальних авторитетів Бомбея, який бореться за контроль над кримінальним світом міста                                                |
| Рахель Роман      | Рафік                   | закоренілий злочинець, який вів бухгалтерію для кримінального авторитета Валіда Шаха                                                                      |
| Арка Дас          | Нішант Патель           | |
| Сурадж Коларкар   | Джонні Сигар            | |

## Епізоди
| № серії | Назва серії                                                                       | Режисер(и)        | Сценарист(и)                                     | Оригінальна дата виходу |
| --- | --------------------------------------------------------------------------------- | ----------------- | ------------------------------------------------ | ----------------------- |
| 1 | «Бомбейське "ні"» «The Bombay No»                                                 | Бхарат Наллурі    | Ерік Уоррен Сінгер та Стів Лайтфут               | 14 жовтня 2022          |
| Після втечі з австралійської в'язниці Лін занурюється в нове життя в Індії, де невдовзі потрапляє в тенета кохання й облуди. |                                                                                   |                   |                                                  |                         |
| 2 | «На мілині в Бомбеї» «Down and Out in Bombay»                                     | Бхарат Наллурі    | Ерік Уоррен Сінгер та Стів Лайтфут               | 14 жовтня 2022          |
| Лін у розпачі, бо потребує нових документів. Дружба Ліна й Прабу міцнішає. Карла розповідає таємницю Лізи й бореться з почуттями до Ліна. |                                                                                   |                   |                                                  |                         |
| 3 | «Нужда з усяким укладе в ліжко» «Strange Bedfellows»                              | Бхарат Наллурі    | Девід Менсон, Ерік Уоррен Сінгер та Стів Лайтфут | 14 жовтня 2022          |
| Коли в Саґар-Вада стається непоправне, Лін бере на себе обов'язки місцевого лікаря. Амбіції Жу ростуть, а Хадер бере Ліна під своє крило. |                                                                                   |                   |                                                  |                         |
| 4 | «Погані ліки» «Bad Medicine»                                                      | Ієн Б. Макдональд | Бен Дубаш                                        | 21 жовтня 2022          |
| Ліну доводиться приділяти увагу двом важливим справам одночасно: людям Саґар-Вада й підпільній мережі Хадера. |                                                                                   |                   |                                                  |                         |
| 5 | «Гріховність злочину» «The Sin in the Crime»                                      | Ієн Б. Макдональд | Ken Kristensen                                   | 28 жовтня 2022          |
| Між Мауріціо та Ліном росте напруга. Касіма Алі лякає те, що може означати дружба Ліна та Абдулли. Лін і Карла стають ближчі. |                                                                                   |                   |                                                  |                         |
| 6 | «Він покійник» «Dead Man Walking»                                                 | Ієн Б. Макдональд | Меріон Дейр                                      | 4 листопада 2022        |
| Кавіта наближається до розкриття правди про Ліна. Модена не слухає застережень Лізи про Мауріціо. Лін і Вікрам намагаються врятувати Дідьє. |                                                                                   |                   |                                                  |                         |
| 7 | «Апо вай прана» «Apo Vai Pranah»                                                  | Бронвен Хьюз      | Борніла Чаттерджі                                | 11 листопада 2022       |
| У Саґар-Вада лютує холера, і Лін намагається боротися зі спалахом цієї хвороби. Хадер отримує важіль впливу на Пандея, а Мауріціо розширює свій бізнес. |                                                                                   |                   |                                                  |                         |
| 8 | «Ніби під час холери» «Like in the Time of Cholera»                               | Бронвен Хьюз      | Ерік Бінсвангер                                  | 18 листопада 2022       |
| Карла виходжує хворого Ліна, який уже почав марити, і це ще більше все між ними ускладнює. Лін звертається до Хадера по допомогу, що дуже обурює Касіма Алі. |                                                                                   |                   |                                                  |                         |
| 9 | «Лишитися чи йти?» «Should I Stay or Should I Go»                                 | Бронвен Хьюз      | Брюс Маршалл Романс                              | 25 листопада 2022       |
| Прабу з нетерпінням чекає початку спільного життя з Парваті. Кохання Пандея до Суніти проходить перевірку. Кавіта, Рагім і Найтінґейл підбираються до Ліна |                                                                                   |                   |                                                  |                         |
| 10 | «Рий дві могили» «Dig Two Graves»                                                 | Ієн Б. Макдональд | Аарон Спречер, Маріша Мукерджі                   | 2 грудня 2022           |
| Ліза та Карла розповідають Кавіті більшу частину історії про стосунки Валіда Шаха з Панді, оминаючи участь Хадер Хана. Уоллі Найтінгейл, австралійський детектив у справі Ліна, виявляє надіслану Нішантом факсом фотографію Ліна, та прибуває до Бомбею. Нішант із Кавітою пообіцяли Карлі зберігати таємницю Ліна. За допомогою Прабху Лін із Абдуллою вистежують Рахіма та після сутички наполягають на невинності Ліна. Дізнавшись, що вони є спільниками Хадера, Рахім відмовляється від Мауріціо. Лін з'ясовує про втечу Мауріціо з готелю, де його утримували. За допомогою Лізи заманює Мауріціо до квартири Модени; Модена розуміє, що віддала його Хадеру саме Карла. Усвідомлюючи, що Карла маніпулювала ним, від самого його приїдзу до Індії, Лін заявляє, що не хоче бачити її ніколи більше. |                                                                                   |                   |                                                  |                         |
| 11 | «Хвиля наслідків» «Banquet of Consequences»                                       | Ієн Б. Макдональд | Брюс Маршалл Романс, Маріша Мукерджі та Шон Грей | 9 грудня 2022           |
| Жу починає війну. Хадер пробує завадити виходу статті Кавіти. Мауріціо намагається помститися. Лін прощається. |                                                                                   |                   |                                                  |                         |
| 12 | «Аж звідти, щоб дістатися лише сюди» «All the Way From There Just to Get to Here» | Ієн Б. Макдональд | Стів Лайтфут і Кен Крістенсен                    | 16 грудня 2022          |
| Статтю Кавіти друкують, і це спричиняє жорстоку битву. Лін користується нагодою, щоб утекти. |                                                                                   |                   |                                                  |                         |

## Виробництво
Спочатку передбачалося зняти за «Шантарамом» повнометражний фільм, проте зйомки так і не розпочалися. 7 червня 2018 року було оголошено, що Apple Inc. працює над телеекранізацією роману для Apple TV+; безпосередньо виробництвом зайнялися компанії Anonymous Content та Paramount Television. Автором сценарію став Ерік Воррен Сінгер, і він же обійняв посаду виконавчого продюсера (разом із Девідом Менсоном, Ніколь Клеменс, Стівом Голіном та Андреа Беррон). Головну роль отримав Чарлі Ганнем. Зйомки розпочалися у жовтні 2019 року в Австралії, у штаті Вікторія. Відомо, що серіал складатиметься з 10 епізодів, чотири з яких зніме режисер Джастін Курзель.